# Häbbersjön, Jämtland
Häbbersjön är en sjö i Ragunda kommun i Jämtland och ingår i Ångermanälvens huvudavrinningsområde. Sjön har en area på 0,835 kvadratkilometer och ligger 337,1 meter över havet. Sjön avvattnas av vattendraget Storbäcken. Vid provfiske har abborre, gädda och lake fångats i sjön.

## Delavrinningsområde
Häbbersjön ingår i det delavrinningsområde (698434-155721) som SMHI kallar för Mynnar i Långsjön. Medelhöjden är 373 meter över havet och ytan är 16,44 kvadratkilometer. Det finns inga avrinningsområden uppströms utan avrinningsområdet är högsta punkten. Storbäcken som avvattnar avrinningsområdet har biflödesordning 5, vilket innebär att vattnet flödar genom totalt 5 vattendrag innan det når havet efter 106 kilometer. Avrinningsområdet består mestadels av skog (61 procent) och sankmarker (23 procent). Avrinningsområdet har 0,81 kvadratkilometer vattenytor vilket ger det en sjöprocent på 4,9 procent.